# Mannenzaken
Mannenzaken is een hoorspel van Frans Xaver Kroetz. Wer durchs Laub geht werd op 19 juni 1978 door de Hessischer Rundfunk uitgezonden. Josephine Soer vertaalde het en de TROS zond het uit op zaterdag 9 februari 1980. De regisseur was Harry Bronk. Het hoorspel duurde 55 minuten.

## Rolbezetting
- Kitty Janssen (Martha)
- André van den Heuvel (Otto)

## Inhoud
"Dat heeft op de lange duur geen zin. Ik zeg het aan Otto, maar hij wil het gewoon niet geloven. Hij wil onvoorwaardelijk de heerser zijn en ik mag niks. Ik ben ook iemand... " Martha, die een kleine afvalslagerij heeft, houdt sinds kort een dagboek bij. Met deze zinnen beschrijft ze haar verhouding tot Otto, een losse werkman zonder vaste verblijfplaats, die bij haar een onderkomen heeft gevonden. Otto voelt zich bedreigd in zijn rol als man door het samenleven met een vrouw die meer verdient dan hij, zelfstandig is en bovendien de "vrouwelijke" onderworpenheid mist. Hij probeer zijn minderwaardigheidsgevoel te overwinnen, door Martha te tonen dat ze als weinig attractieve, niet meer zo jonge vrouw op hem en zijn medelijden aangewezen is…